# Emmanuel Ojukwu
Emmanuel Ojukwu (* 13. Juni 2004) ist ein österreichischer Fußballspieler.

## Karriere
Ojukwu begann seine Karriere bei der SV Donau Wien. Im September 2013 wechselte er zum SK Rapid Wien. Im Jänner 2016 schloss er sich dem Floridsdorfer AC an. Im September 2017 kehrte er zu Donau zurück. Zur Saison 2019/20 wechselte er zum ASK Elektra Wien, ehe er zur Saison 2020/21 wieder in Donaus Jugend zurückkehrte. Zur Saison 2021/22 wechselte er zum Wiener Sport-Club. Im Jänner 2022 zog er weiter zum FC Stadlau.
Zur Saison 2022/23 wechselte Ojukwu zur zweiten Mannschaft des niederösterreichischen Regionalligisten SV Stripfing. Für Stripfing II kam er zu 26 Einsätzen in der siebtklassigen 1. Klasse. Zur Saison 2023/24 kehrte er zum Regionalligisten WSC zurück. Im Oktober 2023 debütierte der Innenverteidiger in der Regionalliga Ost. Bis Saisonende kam er zu 18 Einsätzen für die Wiener.
Nach weiteren elf Einsätzen bis zur Winterpause 2024/25 wechselte Ojukwu im Jänner 2025 zum Bundesligisten TSV Hartberg, bei dem er einen bis 2027 laufenden Vertrag erhielt. Sein Debüt in der Bundesliga gab er im April 2025, als er am 27. Spieltag jener Saison gegen den Grazer AK in der Startelf stand.

## Persönliches
Seine Schwester Nicole (* 2005) ist ebenfalls Fußballspielerin.